# Knut Wicksell
Knut Wicksell (20. prosince 1851 – 3. května 1926) byl švédský neoklasický ekonom a vůdčí osobnost stockholmské školy. Díky Wicksellovi byly ve Švédsku zavedeny poznatky marginalistické revoluce a jeho dílo dalo silný impuls úspěšnému vývoji ekonomické teorie ve Skandinávii.
Wicksell měl velmi široký záběr. K nejvýznamnějším přínosům ekonomické vědě patří jeho teorie kapitálu a peněžní teorie. Spolu s J. M. Keynesem je např. teoretickým předchůdcem cílování inflace. Wicksellovy příspěvky ovlivnily keynesiánskou i rakouskou školu ekonomického myšlení.

## Dílo
- Über Wert, Kapital und Rente (O hodnotě, kapitálu a rentě, 1893)

první ekonomická kniha, kterou Wicksell napsal až ve svých 42 letech
- Geldzins und Güterpreise (Úrok a ceny, 1898)

v této knize se Wicksell zabývá vztahem úrokové míry a cenové hladiny a též měnovou politikou centrální banky
- Föreläsningar i nationalekonomi (Lekce z politické ekonomie, 1901)

vrcholné dílo, na které později navazuje stockholmská škola a které co do rozsahu, způsobu zpracování a významu snese srovnání s Marshallovými Zásadami ekonomie